# Жолбарыс-хан
Жолбарыс-хан (1690 — 5 апреля 1740) — второй хан Старшего жуза (1720—1740), сын Турсын-султана II (1717-1720 правил Ташкентом), внук Батыр султана, правнук Аман-Булан султана, праправнук Шыгай хана. По другой версии родословная следующая: Касым хан – Жалим султан – Турсын хан – Абдулла – Жолбарыс хан.

## Биография
Жолбарыс-хан родился в XVII веке, приблизительно в 1690 году. В 1720–1740 годах правил родами Старшего жуза. Его резиденция находилась в Ташкенте, который ранее принадлежал его отцу. Подчиненные ему роды кочевали в долинах рек Шыршык и Арыс, а также в районе между Ташкентом и Туркестаном. Жолбарыс-хан в своей внешней политике пытался сдержать агрессию джунгарских ханов и придерживался политики сближения с Россией.
В 1723 году Жолбарыс-хан как хан Старшего жуза был вынужден от имени подвластных ему родов и жителей Ташкента признать свою зависимость от Джунгарского ханства. Осенью 1726 года он принимал участие на общеказахском съезде в местности Ордабасы на реке Бадам. В конце 1720-х гг. во время войны джунгарского хана Цэван-Рабдана с империей Цин Жолбарыс-хан получил фактическую независимость. Однако в 1734—1735 годах новый джунгарский хунтайджи Галдан Цэрэн вновь заставил Жолбарыс-хана признать свой протекторат.
Жолбарыс-хан пытался установить связи с Россией, но практически безуспешно: земли Старшего жуза были ещё слишком далеки от зоны влияния России. В 1738 году он написал письмо к российскому правительству о намерении принять русское подданство. В сентябре 1738 года императрица Анна Иоанновна отправила Жолбарыс-хану свою грамоту с подтверждением о принятии им подданства. Однако сопротивление джунгарских хунтайджи и отсутствие тесных взаимоотношений между Россией и Старшим жузом не способствовали осуществлению стремлений Жолбарыса.
В 1739 году в союзе с ханом Среднего жуза Абылаем Жолбарыс-хан возглавил вооруженную борьбу против джунгарского владычества. Вместе Жолбарыс-хан и Абылай-хан смогли освободить города Ташкент и Сайрам.
5 апреля 1740 года Жолбарыс-хан был убит местными ходжами в Ташкентской мечети. Похоронен в г. Туркестан. После смерти Жолбарыс хана в Старшем жузе правил его сын Абульфейз-хан совместно с Толе би. 
Жолбарыс был женат на дочери Ташкентского сарта. О других женах сведений нет. У Жолбарыс хана было два сына. Один из них – будущий Абульфейз-хан (Абулгазы хан), второй сын – Рустем хан, его сын – Есмандыр хан, сын Есмандыр хана – Мамут хан, сын Мамут хана – Ханбаба хан.